# Nomadacris septemfasciata
Nomadacris septemfasciata es una especie de langosta de la subfamilia Cyrtacanthacridinae, familia Acrididae, es la única especie del género Nomadacris y presenta un comportamiento gregario clásico con polimorfismo de fase en el hacinamiento. Esta especie se distribuye en el África subsahariana.
El género Nomadacris fue descrito en 1923 por Boris Uvarov y la especie fue nombrada originalmente como Acridium septemfasciatum por Jean Guillaume Audinet-Serville en 1838. Otras especies previamente ubicadas en Nomadacris ahora se consideran parte del género Patanga.

## Descripción

### Adultos
El color de los insectos adultos es una mezcla de marrón claro y marrón. Tienen siete bandas transversales marrones en el élitro, lo que justifica el nombre de la especie septemfasciata. El pronoto tiene dos bandas laterales marrones.
Los machos tienen entre 60 y 70 mm de largo, y las hembras tienen entre 60 y 85 mm de largo.

### Ninfas
A diferencia de los adultos, el color de los insectos inmaduros varía según su fase. Cuando están solos pueden ser verdes o marrones; cuando están en grandes cantidades (gregarias), son de color amarillo brillante y de marrón rojizo con marcas negras.

## Biología
Nomadacris septemfasciata busca activamente ambientes húmedos como las llanuras aluviales estacionales. Los granos son su principal fuente de alimento, por lo que las tierras bajas cubiertas de hierba son el hábitat principal. También les gusta pasar tiempo en los árboles y, por lo tanto, prefieren algo de cobertura arbórea.
Nomadacris septemfasciata son sedentarias cuando disponen de amplio refugio y comida. En años secos, cuando se reduce la cantidad de hábitat adecuado, aumentan las densidades de población. Si la densidad de población aumenta más allá de cierto límite, Nomadacris septemfasciata pasará a su fase gregaria, cambiando su comportamiento y anatomía. Cuando son langostas, Nomadacris septemfasciata se mantienen juntas en grandes enjambres y vuelan con el viento durante el día, buscando más comida. Las temperaturas más altas durante el día permiten que las langostas gregarias viajen distancias más largas volando más y más alto, ayudado por el levantamiento térmico. Un enjambre rara vez se mueve más de 20 a 30 km en un día. Por el contrario, las langostas solitarias prefieren volar solas en la oscuridad.
En comparación con su fase solitaria, las langostas rojas gregarias también tienen:
- Vida útil reducida
- Más marcas
- 6 estadios en lugar de 7
- Mayor maduración sexual
- Jóvenes más grandes y pesados, aunque ponen menos huevos

Las hembras enjambradas a menudo ponen huevos por la noche. Sus jóvenes se comportan inmediatamente de manera gregaria y son capaces de «saltar» cientos de metros todos los días.

## Brotes
Se han identificado áreas de brotes en Zambia, Tanzania, Malawi y también Madagascar y Reunión. En el Sahel, la especie se observa de manera más incidental en Cabo Verde, el delta central del río Níger en Malí y alrededor del lago Chad. La última plaga generalizada ocurrió entre 1930 y 1944, cuando casi todo el sur de África fue invadido.

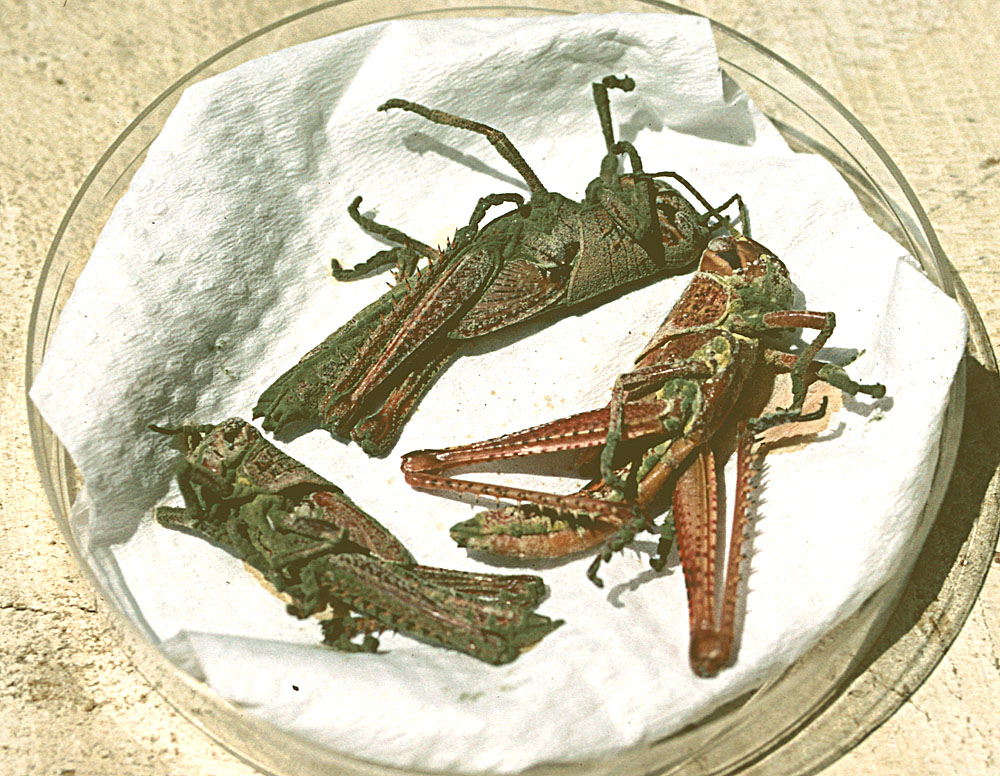
Nomadacris septemfasciata eliminados con Metarhizium acridum

Después de esfuerzos fallidos para controlar las langostas a través de intervenciones ambientales, actualmente se están utilizando agentes químicos. Ya está disponible un producto biológico basado en un hongo entomopatógeno, Metarhizium acridum. Se ha probado con éxito en ninfas y adultos de Nomadacris septemfasciata.